# 卡爾森
卡尔森（Carlsson）是一家位于德国、法国、卢森堡边境城市梅尔齐希的汽车改装厂，成立于1989年，专门为梅赛德斯－宾士及Smart汽车进行调校。该公司最为人所知的是其一系列的合金轮圈产品。

## 概要

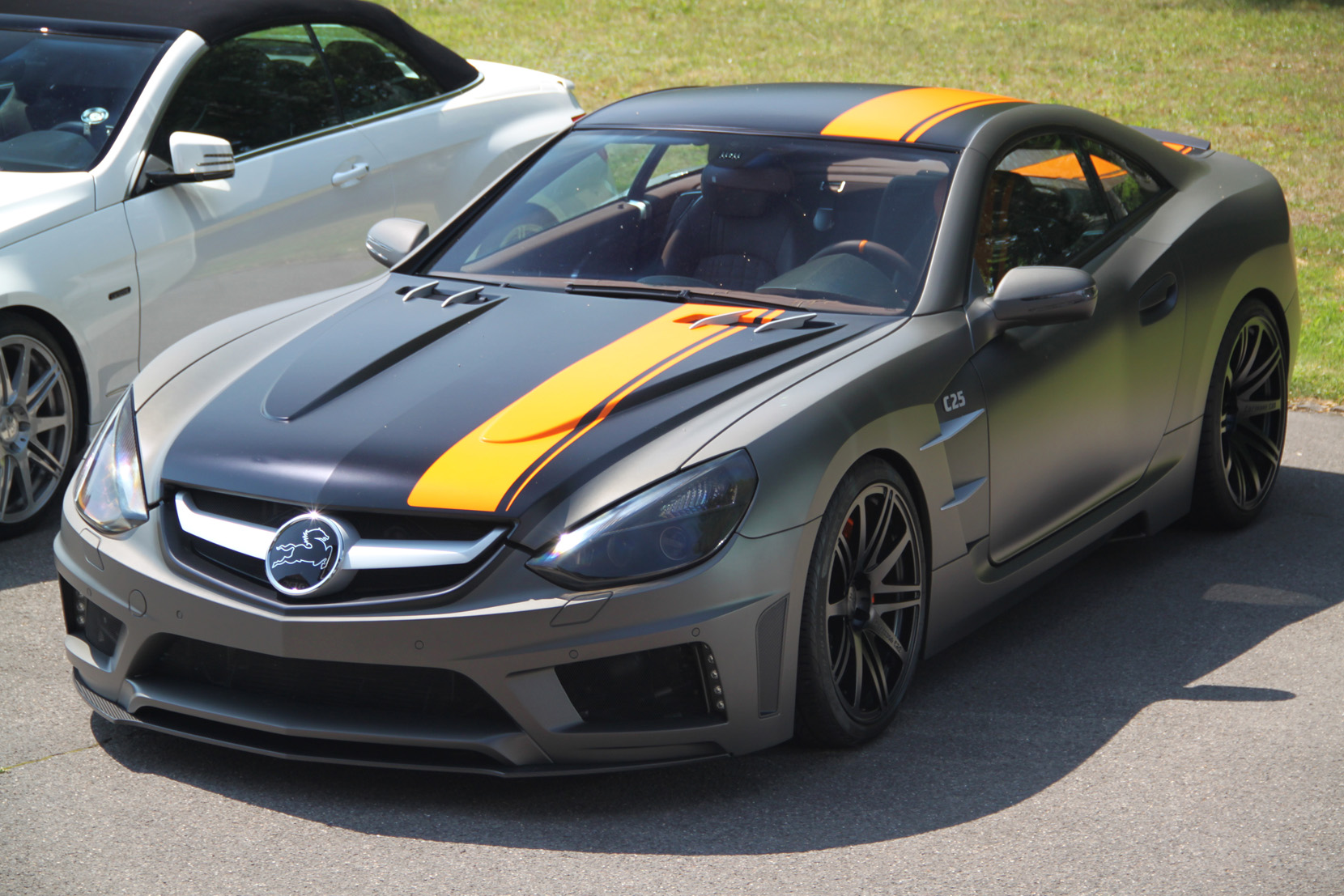
卡尔森C25 1号车

卡尔森的业务范围包括汽车改装和汽车零部件的制造和销售。汽车零部件主要产品包括铝合金轮圈、空力套件、进气和排气系统零件、悬吊系统、座椅和其他内饰零件等。此外，作为改装业务的一部分，该公司还销售所谓的“成车”，例如改装自CL600（C216型）的CK60和改装自GL500（X164型）的CK50等。卡尔森生产的零部件以适用梅赛德斯－宾士和Smart的规格为主，但是其中一些铝合金轮圈产品（例如Carlsson 1/16）也设有可搭配日本车常用的PCD（节圆直径）规格。
2015年，卡尔森在德国破产，之后在韩国三宝汽车（Sambo Motors）旗下进行了重组。卡尔森曾在2000年于日本成立子公司“Carlsson Japan”，但于2021年3月31日结束许可协议。

## 历史

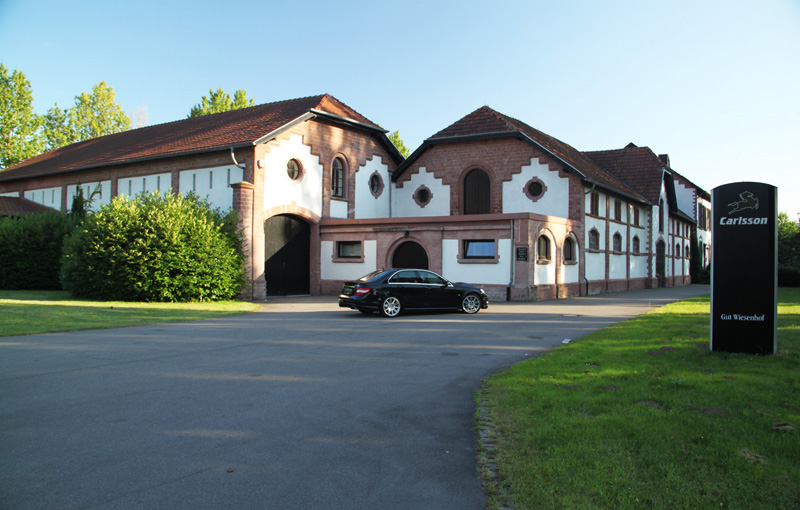
古特·维森霍夫庄园，公司成立之地

卡尔森汽车技术公司于1989年在德国西南部梅尔齐希附近的古特·维森霍夫（Gut Wiesenhof），由罗尔夫·哈特格（Rolf Hartge）和安德烈亚斯·哈特格（Andreas Hartge）两兄弟创立。两兄弟的长兄是专精于宝马集团汽车改装的哈特格公司创办人赫伯特·哈特格（Herbert Hartge）。公司名称“Carlsson”是为了向两兄弟敬重的瑞典拉力赛车手英格巴尔·卡尔森致敬而命名的，英格巴尔·卡尔森也是他们亲密的技术合作伙伴之一，并和比约恩·瓦尔德加德（Björn Waldegard）及瓦尔特·罗尔（Walter Röhrl）同为梅赛德斯－宾士的拉力车队效力。
2012年5月，中升控股收购了卡尔森70％的股份，使其成为其子公司。随后卡尔森在中国市场推出卡尔森C25限量版车型，但没有取得成功。由于长期销售低迷，卡尔森于2015年5月宣布破产。同年12月4日，卡尔森的业务由韩国汽车零部件制造商三宝汽车接管，并以“The Carlsson Fahrzeugtechnik GmbH”（卡尔森汽车技术有限公司）的名称继续运营。

## 成车车型

### CK35 RS

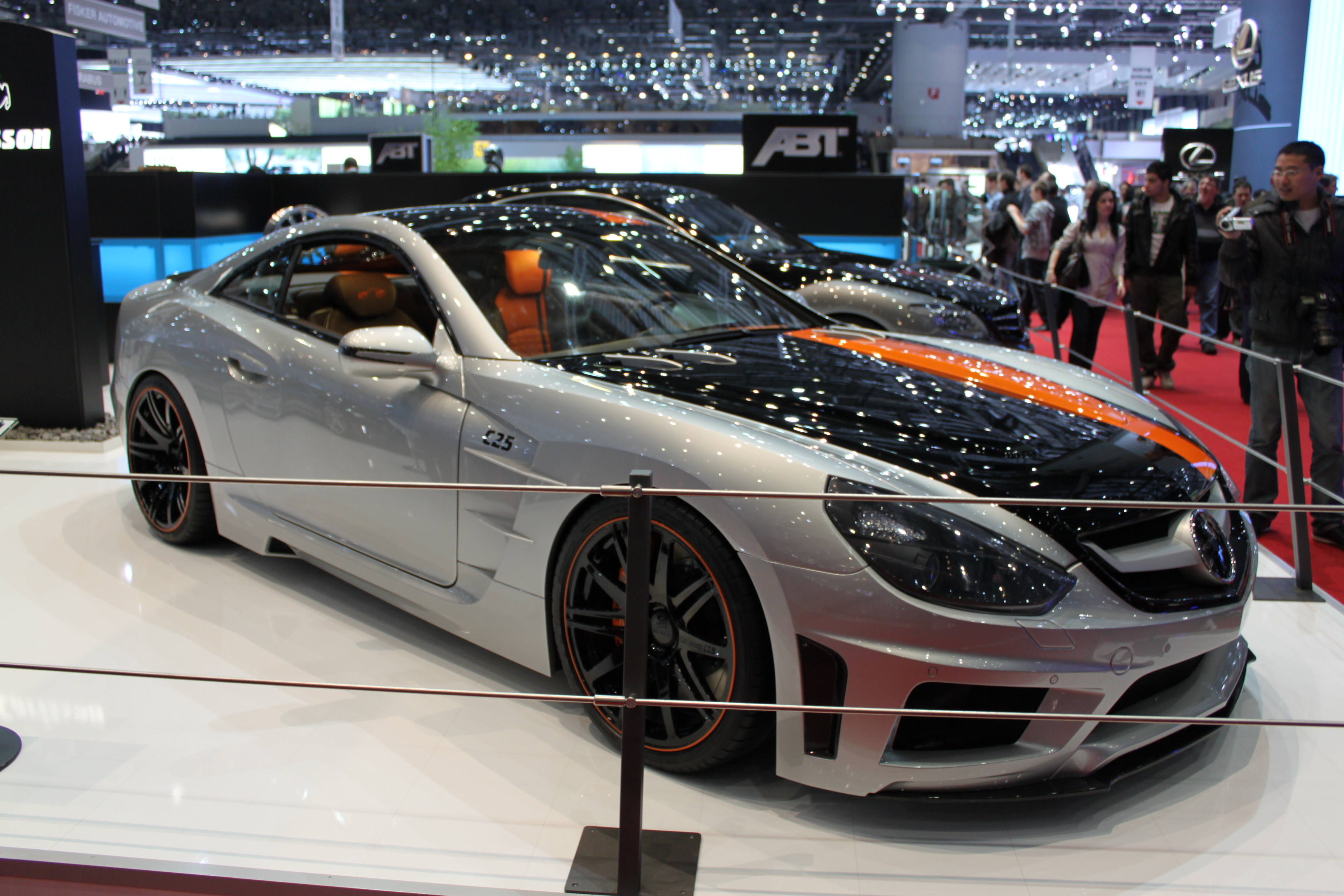
卡尔森C25在2010年日内瓦车展中亮相

CK35 RS赛车以奔驰SLK350为基础，于2005年在纽博格林24小时耐久赛事中首次亮相。 CK35 RS可在6500转/分时产生320 hp（240 kW），在3500转/分时产生295 ft·lbf（400 N·m）的扭矩，能在4.8秒内从0冲刺到100 km/h（62 mph），最高时速可达265 km/h（165 mph）。 

### C25
卡尔森首款超级跑车C25于2010年日内瓦车展上首次亮相，限量生产25辆。 C25配备双涡轮增压V12引擎，可产生753 hp（562 kW）和848 ft·lbf（1,150 N·m）的扭力，预估从0-100 km/h （62 mph）的加速时间为3.7秒，最高时速可达到355 km/h（219 mph）。 

### C38
卡尔森C38于1998年生产，因新车价格极其昂贵导致该车数量非常稀少。 C38以奔驰CLK320的基础上进行改装，配备卡尔森CM38引擎（手工打造的3.8升V6发动机）、加强的底盘、煞车系统、排气系统、悬吊系统、18英寸三片式合金轮圈（前轮9.5寸，后轮11.5寸）、宽体车身和速度表群。 C38极少出现在销售市场上，是收藏家极力追求的逸品。

## 车辆改造计画

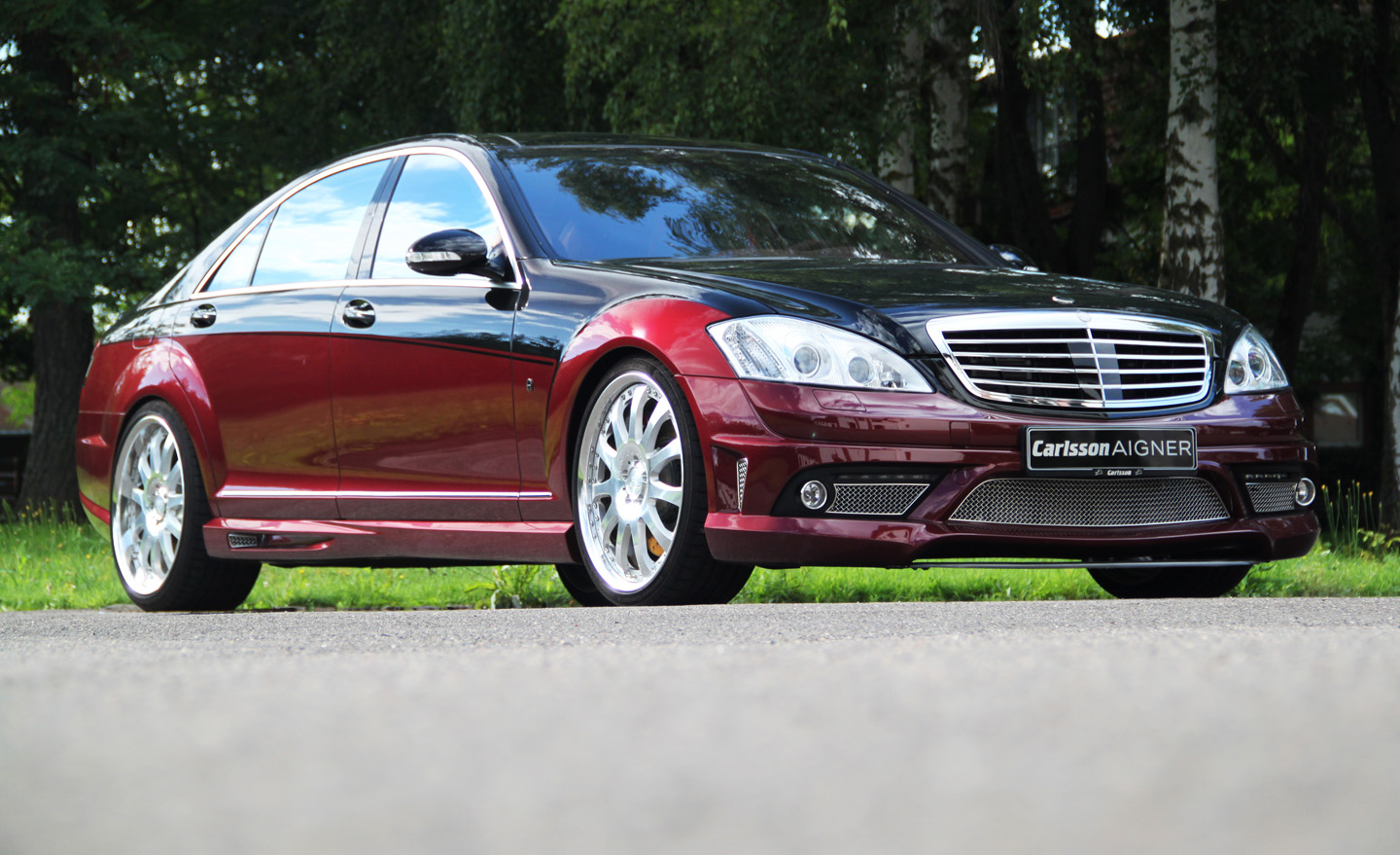
Carlsson Aigner CK65 RS Blanchimont

2007年，卡尔森与时尚品牌爱格纳合作一项车辆改造计画。他们合作的第一项作品以奔驰CL65为基础的车身打造，命名为 Carlsson Aigner CK65 RS “Eau Rouge”。 “Eau Rouge”指的是比利时斯帕-弗朗科尔尚赛道上著名的洛鲁日弯道。在卡尔森工程师的调校下这辆车可输出700 hp（520 kW），外观上使用双色涂装，并采用由爱格纳精心手工打造的酒红色内饰。 

## 外部连结
- 国际官方网站 （页面存档备份，存于）
- 中国官方网站
- Carlsson Aigner CK65 RS "Eau Rouge"介绍文章
- Carlsson Asia Pacific Pte. Ltd.（页面存档备份，存于）